# Tamara Tsjaoesova
Tamara Ivanovna Tsjaoesova (Russisch: Тамара Ивановна Чаусова; meisjesnaam: Моисеева; Moisejeva) (Rusland, 8 juni 1924) was een basketbalspeler van het nationale damesteam van de Sovjet-Unie. Ze werd Meester in de sport van de Sovjet-Unie in 1950.

## Carrière
Tsjaoesova speelde haar gehele carrière voor Stroitel Moskou en werd één keer Landskampioen van de Sovjet-Unie in 1952. Ze werd twee keer tweede in 1946 en 1955. Ook werd ze twee keer derde in 1954 en 1957. In 1956 werd ze geselecteerd voor RSFSR Moskou. Ze werd met dat team Landskampioen van de Sovjet-Unie. Als speler voor het nationale team van de Sovjet-Unie won ze drie keer goud op het Europees kampioenschap in 1950, 1952 en 1954.

## Privé
Tamara is de moeder van Jelena Tsjaoesova die ook voor de Sovjet-Unie speelde. Ook heeft ze een broer, Aleksandr Moisejev, die ook voor de Sovjet-Unie speelde.

## Erelijst
- Landskampioen Sovjet-Unie: 2
  - Winnaar: 1952, 1956
  - Tweede: 1946, 1955
  - Derde: 1954, 1957
- Europees Kampioenschap: 3
  - Goud: 1950, 1952, 1954